# Datsun 280Z
De Datsun 280Z is een wagen van het Japanse automerk Nissan, bestemd voor de Noord-Amerikaanse markt. Nissan verkocht tot en met 1983 sommige van zijn wagens onder de naam Datsun. De 280Z houdt sterk verband met de Nissan S30, een wagen die in Japan werd verkocht onder de naam Nissan Fairlady Z. De 280Z was de laatste uit het destijdse Z-gamma. In 1978 werd hij opgevolgd door de Datsun 280ZX.